# ديمتري كوندراتييف
ديمتري كوندراتييف (بالروسية: Кондратьев, Дмитрий Юрьевич)‏ (و. 1969  م) هو رائد فضاء روسي، ولد في إيركوتسك.

## مناصب
تولى منصب قائد بعثة محطة الفضاء الدولية، البعثة 27 ‏ (16 مارس 2011–16 مايو 2011 م).

## التعليم
تعلم في كلية كاتشا العسكرية العليا لتدريب الطيارين ‏ (حتى 1990).

## جوائز
حصل على جوائز منها:
- Pilot-Cosmonaut of the Russian Federation [الإنجليزية]‏ (2012)
- بطل الاتحاد الروسي.